# Tachibana Keita
Tachibana Keita (橘 慶太 (Quất Khách Thái) Tachibana Keita) là thành viên giữ vai trò hát chính trong nhóm nhạc Nhật Bản w-inds..

## Phát hành

### Ca khúc
| #                | Cover | Thông tin                                               |
| ---------------- | ----- | ------------------------------------------------------- |
| 1st/Debut Single |       | 道標 ( (Đạo Tiêu) Michishirube) - Phát hành: 18/10/2006 |
| 2nd              |       | FRIEND - Phát hành: 2/5/2007                            |

### Album
| Album cover | Thông tin album                           |
| ----------- | ----------------------------------------- |
|             | 声 ( (Thanh) Koe) - Phát hành: 29/11/2006 |

### DVD
1. 一夜限りのプレミアム•ライブ (19/11/2006)

### Sách ảnh
1. w-inds. Tachibana Keita - ITALY TRIP PhotoBook "to you" (19/4/2007)

## Thông tin khác
- Sở thích: hát và nhảy
- Món ưa thích: dâu, thịt